# Áchim L. András
Áchim L. András, teljes nevén Áchim Liker András (Békéscsaba, 1871. március 15. – Békéscsaba, 1911. május 15.) magyar gazdálkodó, szocialista parasztpolitikus, szerkesztő, akit Bajcsy-Zsilinszky Endre és testvére, Zsilinszky Gábor agyonlőtt. Az alföldi demokratikus agrármozgalmak meghatározó alakja, markáns politikai egyénisége volt, aki bátran képviselte a paraszti érdekeket. A magyar parlamentben a magyar ügyet szolgáló, de szlovák származású parasztpolitikus Áchim elszánt küzdelmet folytatott a politikai szabadságjogokért. A Kárpát-medencében élő magyarok és nem magyarok egymásrautaltságának, összefogásának szorgalmazója és példája volt. Politikai célja a nyomor, a szegénység (és az ennek következtében fellépő tömeges kivándorlás) felszámolása. Ennek érdekében szeretett volna elindítani egy olyan mozgalmat ami, a nemzetiségi és vallási különbségeken is felül tud emelkedni. Általános földosztást kívánt megvalósítani a mágnások és a papok kezén lévő hatalmas, és nem hatékonyan művelt birtokok egy részének felosztásával.

## Élete
Áchim L. András felvidéki származású, Békés vármegyei szlovák-magyar családba született. Származása miatt későbbi politikai karrierje során több támadás is érte politikai ellenfelei részéről. Édesapja középbirtokos gazda, a családnak 200 hold tanyaföldje volt a gerendási pusztán. Alapfokú tanulmányait Békéscsabán végezte, rövid szarvasi kitérő után a helybéli Rudolf Főgimnáziumban érettségizett. Tanulmányai befejeztével hazaköltözött volna, de édesapja, akivel rossz viszonyban volt, katonának küldte. A fiatal gazda két évet töltött katonaként Mezőhegyesen, utolsó katonaévét fegyelmezési problémák miatt büntetésből Szarajevóban kellett leszolgálnia. Az Alföldre hazatérvén megnősült, felesége (Rajtár Ilona) hozományaként 40 hold földdel és egy városi házzal gyarapodott, de Áchimot nem vonzotta a város, továbbra is a gerendási határban lévő tanyán lakott. 1904-ben lépett be a szegényparasztok és kisgazdák által alapított Népegyletbe, amelynek hamar vezető alakjává nőtte ki magát.
Magyarországon az 1890-es években kibontakozott agrárszocialista mozgalmaknak új irányt igyekezett adni. Jómódú nagygazda létére felkarolta a nincstelen és szegényparasztság ügyét. Az 1905-ös választásokon a Mezőfi Vilmos által vezetett Magyarországi Újjászervezett Szociáldemokrata Párt programjával nagy fölénnyel képviselővé választották Békéscsabán. Mára már szállóigévé vált első képviselőházi felszólalása, amelyet 1905. május 11-én, a felirati javaslat tárgyalása során mondott:

„Tény az, hogy ebben a hazában nem vagyunk mindnyájan magyar származású polgárok. Többnyelvű, többnemzetiségű polgárok lakjuk, szolgáljuk pénzzel és vérrel egyaránt ezt a hazát. Jómagam sem dicsekedhetem azzal, hogy magyar származású vagyok, mert mint több lap gúnyosan állítja, alföldi származású paraszt, tót gazda vagyok. Nem tagadom. Azonban tisztelt nemzetiségi barátaim, van nekem arra a jogra, amelyet követelnek önök és követelünk mindnyájan, egy csalhatatlan dogmám, mégpedig: az én elvem az, hogy ha én, mint idegen származású ember Franciaországban laknám, igyekezném a legelső francia hazafi lenni (élénk helyeslés balról és jobbról), ha Zsidóországban laknám, az első zsidó hazafi lennék. De mivel Magyarországon lakom, igyekszem a magyar hazafiak közt az elsők között lenni (általános élénk helyeslés).”

1906. március 18-án megalakította a Magyarországi Független Szocialista Parasztpártot (röviden: Magyarországi Parasztpárt) és hetilapját, a Paraszt Újságot. Az 1906-os választásokon már ennek a programjával választották újból képviselővé, de mandátumát a Kúria megsemmisítette. Ugyanakkor lázítás és osztály elleni izgatás címen bűnvádi eljárást indítottak ellene, amely 1908-ban óriási sajtóérdeklődés mellett Nagyváradon a felmentésével végződött. Létrehozta a Kisgazdák, Földmunkások és Kubikosok Szakegyletét, amelynek 1908. június 8-án Békéscsabán tartott kongresszusán megközelítőleg 400 település képviseltette magát vallási, nemzetiségi különbségeken felülemelkedve. Baráti kapcsolatba került Ady Endrével is, aki „parasztapollónak” nevezte el. Hogy miért, azt talán Féja Géza 1945-ben írt befejezetlen esszéjéből olvashatjuk ki leginkább: „Férfiszépség volt, paraszti eszmény: izmos szálfaalakjával, nyílt, s gátakat nem ismerő beszédével, mindenki fölé emelkedő merészségével - a parasztság szépségeszményének megtestesítője és fojtott vágyainak valóra váltója. Amerre lépett, elragadtatástól vagy gyűlölettől égő tekintetek kísérték. Állást kellett foglalni mellette, vagy ellene. A nép adta neki rangját, a nép csinált önként »udvart« körülötte, rajongó hívei saját jószántukból szegődtek szolgálatába… Ha Áchim megmozdult, gyűlést tartott vagy választásra ment, parasztszekerek beláthatatlan tömege követte… Csaba utcáit is megdübörögtették ezek a szekerek, midőn választás volt… A politika, mint általában a kelet-európai lélekben, benne is vallássá nőtt, valószerű emberi megváltássá, az élet értelmévé, mindennapos áldozattá.”
Az 1910-es választásokon újból képviselő lett, mandátumát ezúttal nem támadták meg. Parlamenti beszédeiben és cikkeiben polgári demokratikus- és földreformokat követelt.
Lobbanékony és meglehetősen összeférhetetlen természete is hozzájárult egyéni tragédiájához. 1911 májusának első hetében politikai ellenfelei sajtóhadjáratot indítottak ellene a fővárosi Friss Újság című lapban. „A parasztkirály birodalmában” címen cikksorozatot közöltek politikai ellenfelei, többek között dr. Zsilinszky Endre, aki zsarnokoskodással, ellenségeskedés szításával vádolta meg. Végül Áchim is felvette a kesztyűt, és saját lapjában cikksorozatot indított „Békésmegyei fotográfiák” címmel. Zsilinszky két fia, a 26 éves ifj. Zsilinszky Endre ügyvéd és a 24 éves Zsilinszky Gábor két nappal később behatoltak Áchim lakásába, és a parasztvezért a verekedéssé fajult szóváltás közben két pisztolylövéssel megsebesítették. Áchim súlyos hasüregi sebesüléseket szenvedett, amikbe másfél nap szenvedés után belehalt. Később, súlyos tényállás-félreértelmezés miatt, a gyilkos Zsilinszky testvéreket (önvédelem címén) az esküdtek felmentették a gyilkosság vádja alól. Temetésén több mint száz koszorúkkal megrakott szekér és többezres tömeg követte koporsóját. Családi sírboltja Békéscsabán, a Berényi úti temetőben található.

## Emlékezete

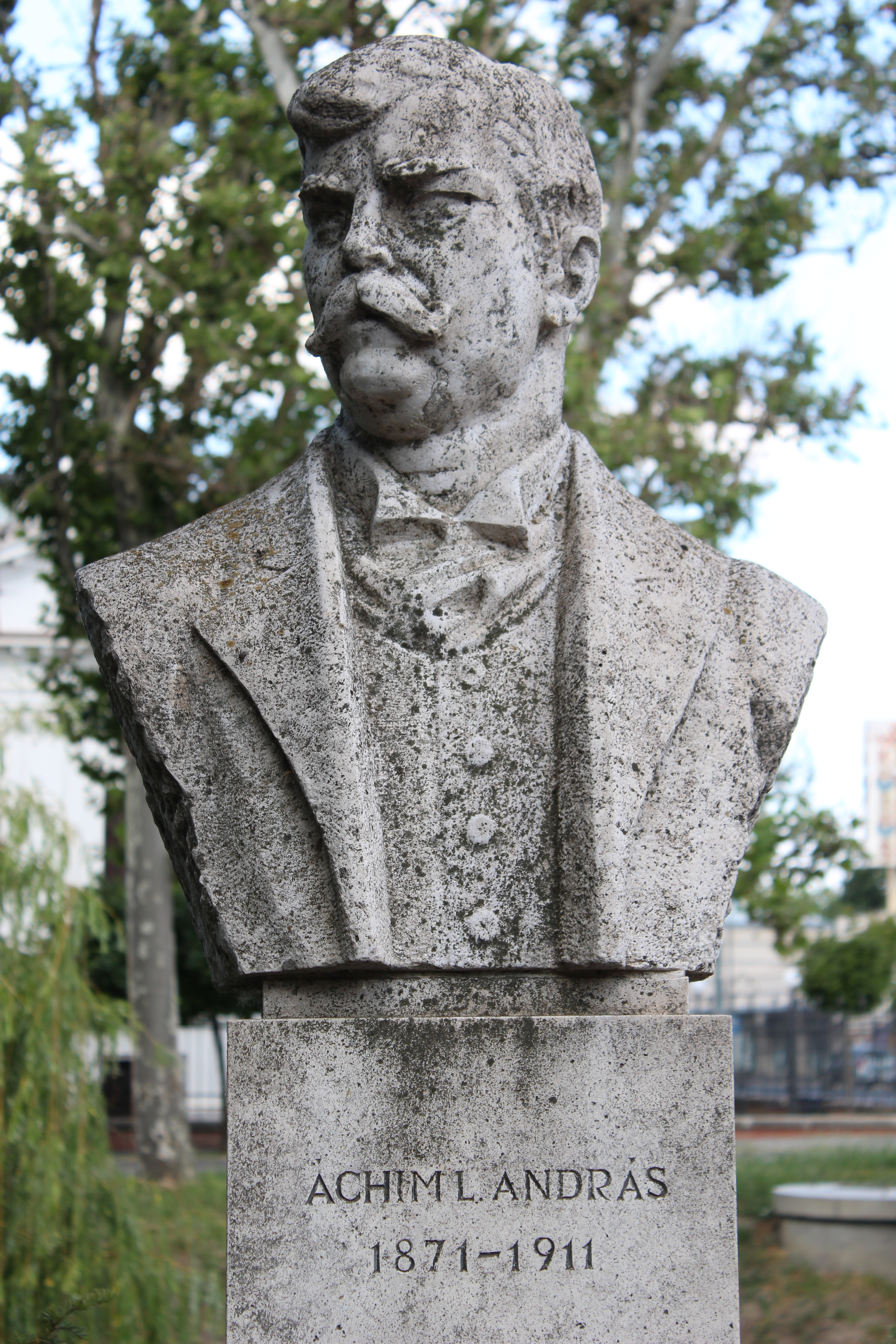
Áchim L. András mellszobra a békéscsabai szoborsétányon

Békéscsabán egy utca és egy lakótelep; Balassagyarmat, Debrecen, Esztergom, Fót, Gárdony, Győr, Hajdúnánás, Jánoshalma, Kaposvár, Kézdivásárhely, Kunmadaras, Körmend, Miskolc,  Mosonmagyaróvár, Pápa, Sátoraljaújhely, Szentes, Szentendre, Szombathely
Vecsés, Siófok egy-egy és Budapest több utcája őrzi a nevét. 1971-ben, születésének 100. évfordulójára szülővárosában szobrot állítottak emlékére a várost átszelő Élővíz-csatorna partján, a Szobor-sétány részeként. A városban lévő másik, egész alakos szobra a róla elnevezett lakótelepen található. Egykori otthona ma tájház és emlékmúzeum. Tragédiája okán a városhoz szintén ezer szállal kötődő Bajcsy-Zsilinszky Endrének mind a mai napig nem viseli utca a nevét Békéscsabán, ellentétben sok magyar várossal.
2014. március 26-án kapott először szobrot Áchim L. András a fővárosban, a városligeti Vajdahunyad várában a Magyar Mezőgazdasági Múzeum szoborsétányán. Szolnokon egy utca róla van elnevezve és 1988-ig egy általános iskola is őrizte a nevét.